# Komîșanka, Kahovka
Komîșanka (în ucraineană Комишанка) este un sat în comuna Vasîlivka din raionul Kahovka, regiunea Herson, Ucraina.

## Demografie
Componența lingvistică a localității Komîșanka
     Ucraineană (92,14%)
     Rusă (6,11%)
     Alte limbi (0,87%)
Conform recensământului din 2001, majoritatea populației localității Komîșanka era vorbitoare de ucraineană (92,14%), existând în minoritate și vorbitori de rusă (6,11%).